# マルガレータ・アヴ・スヴェーリエ
マルガレータ・アヴ・スヴェーリエ（スウェーデン語: Margaretha av Sverige, 1899年6月25日 - 1977年1月4日）は、スウェーデンの王族、スウェーデン王女（Prinsessan av Sverige）。オスカル2世の孫娘。デンマーク王子アクセルに嫁いだ。

## 生涯
ヴェステルイェートランド公カールとその妻でデンマーク王フレゼリク8世の娘であるインゲボーの間の長女として生まれた。妹にはノルウェー王太子オーラヴ（オーラヴ5世）に嫁いだマッタ、ベルギー王レオポルド3世に嫁いだアストリッドがいる。
1919年5月22日にストックホルムにおいて、母の従弟にあたるデンマークのアクセル王子と結婚した。夫婦仲は非常に睦まじかったという。妹のノルウェー王太子妃マッタが1954年に他界すると、マルガレータは妹の子供たちを支え、よく面倒を見た。1964年に夫と死別した後は、しばしば母国スウェーデンに滞在し、スウェーデン王室の一員として様々な式典や行事に参加していた。

## 子女
夫のアクセル王子との間に2人の息子をもうけた。
- ゲーオ・ヴァルデマー・カール・アクセル（1920年 - 1986年）
- フレミング・ヴァルデマー・カール・アクセル（1922年 - 2002年） - 継承権放棄

ゲーオには実子がなく、フレミングは継承権を放棄したため、現在マルガレータの子孫に王位継承権はない。